# Melanie Wilson (Sounddesignerin)
Melanie Wilson (geboren 1977 in London) ist eine englische Performance-Künstlerin und Sound Designerin.

## Leben
Wilson macht Performances, Installationen, Filme und audio works, die sich auf den Einsatz von Klang als eigenständige und subjektive Wirkungskraft („use of sound as a distinct and subjective agency“) konzentrieren, so die Selbstbeschreibung auf ihrer Website. Wilson arbeitet mit bedeutenden Künstlern und Kompagnien wie Rotozaza, Clod Ensemble, Chris Goode, Will Adamsdale und Becky Beasley zusammen. Ihre Sound Designs sind auf zahlreichen Festivals zu sehen und gastierten international, u. a. Simple Girl (beim Edinburgh Festival Fringe 2007), Autobiographer (Dublin Fringe Festival 2011), The View From Here (beim BAC One on One Festival 2010) und Landscape II (beim Dublin Festival 2013).
Seit 2012 besteht eine enge Zusammenarbeit mit der Regisseurin Katie Mitchell. Melanie Wilson gestaltete das Sound Design für folgende ihrer Produktionen:
- Reise durch die Nacht nach Friederike Mayröcker (Schauspiel Köln 2012, Berliner Theatertreffen und Festival von Avignon 2013)
- Die gelbe Tapete nach Charlotte Perkins Gilman (Schaubühne Berlin Berlin 2013)
- Wunschloses Unglück von Peter Handke in einer Fassung von Duncan Macmillan (Burgtheater Wien 2014)
- The Forbidden Zone von Duncan Macmillan (Salzburger Festspiele und Schaubühne am Lehniner Platz Berlin 2014)
- Reisende auf einem Bein von Herta Müller (Deutsches Schauspielhaus Hamburg 2015)

Die Künstlerin hat mehrere Preise erhalten. Beispielsweise waren Melanie Wilson und Will Duke zum British Council Shakespeare Reworked Project eingeladen. Ihr Projekt heißt „The Narrow World“, entstand in Zusammenarbeit mit Frauen aus Tunis in Tunesien und erschien 2015.

## Auszeichnungen
- Dublin Fringe Festival 2009, Preis für die beste Produktion – für Performance Iris Brunette
- Off West End Award 2012 für das beste Sounddesign